# Història de les dones a occident
Història de les dones a Occident (Histoire des femmes en Occident) és una obra en cinc volums coordinada pels historiadors Michelle Perrot i Georges Duby i publicada entre 1990 i 1991, que aporta la perspectiva del gènere femení a la historiografia francesa en particular i euroamericana en general, que fins llavors l'havia minimitzada.

## Origen i antecedents
L'obra té el punt de partida en la pregunta que la historiadora Michelle Perrot es va fer l'any 1984 en el llibre: "És possible una història de les dones?". L'any 1987 els editors italians Vito i Giuseppe Laterza van proposar al medievalista francès George Duby de dirigir justament una història de les dones, i aquest, que ja havia comptat amb la col·laboració de Michelle Perrot en l'elaboració de la Història de la vida privada, li va proposar de compartir-ne la direcció.
En el camp de la ciència històrica en són antecedents intel·lectuals tant l'escola dels Annals, per la seva incorporació de la vida quotidiana a la historiografia, com l'escola marxista, per posar l'interès en la gent comuna i a explicar la història "des de baix".
En el camp polític i social, l'antecedent que fa possible la història de les dones com a projecte intel·lectual és la revolució feminista a partir dels anys setanta del segle xx, que posa en qüestió que el gènere masculí s'hagi de considerar com el subjecte universal de la història humana.

## Continguts i enfocament
Tot i l'impacte general per les ciències socials que la publicació d'aquesta obra va suposar, no es tracta d'una història universal en el sentit geogràfic, sinó que se centra només en l'àmbit del continent europeu, amb algunes referències als Estats Units. En el seu enfocament els coordinadors volien evitar de fer una història de "dones cèlebres" i també volien descartar que l'obra pogués transmetre una determinada tesi sobre el progrés o retrocés de la condició femenina al llarg de la història. Per això van optar per prendre una perspectiva de gènere considerant que aquest és una construcció cultural i històrica que afecta les dones i els homes en una dinàmica social que va canviant en l'àmbit públic i privat, en la família, la feina, les pràctiques quotidianes, del saber i les relacions de poder.
Cronològicament l'obra es divideix en cinc volums, cada un dels quals amb uns coordinadors i un equip de col·laboradors diferents:
- Antiguitat coordinat per Pauline Schmitt Pantel
- Edat mitjana coordinat per Christiane Klapisch-Zuber
- Del Renaixement a l'edat moderna coordinat per Nathalie Zemon Davies
- Segle XIX coordinat per Michelle Perrot i Geneviève Fraisse
- Segle XX coordinat per Françoise Thébaud

Per fer-los possible hi van col·laborar historiadores, majoritàriament, i historiadors de les diferents generacions que, principalment des de les universitats europees i nord-americanes, havien adoptat la perspectiva de gènere com una dimensió de la societat que, aplicada al passat, podia fer visible aspectes de la història que havien estat invisibilitzats o menystinguts. Els textos de cada volum es basen en estudis, tesis doctorals i monografies anteriors, així com en el treball de recopilació i anàlisi d'arxius i col·leccions bibliogràfiques.
La divisió en períodes no suposa una voluntat cronològica exhaustiva per part dels autors, que van optar per aprofundir en moments històrics significatius en lloc d'intentar cobrir un període en la seva totalitat.

### L'edició hispanoamericana
L'obra es va publicar inicialment en italià i va ser traduïda al francès i l'anglès. L'edició en castellà de l'editorial Taurus va incorporar un suplement "hispanoamericà" amb aspectes específics sobre la Història de la península Ibèrica (antiguitat, edat mitjana, edat moderna) i Iberoamèrica: situació de les dones obreres a Espanya, de les esclaves al Brasil, immigració femenina a Argentina, paper en la revolució mexicana o en el peronisme, etc.